# Sismica a rifrazione

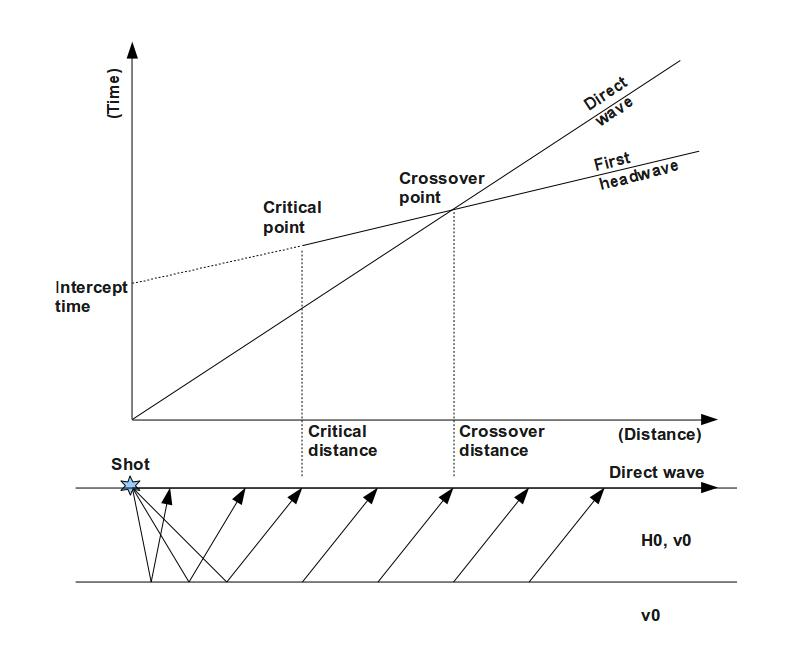

Vanno sotto il nome di sismica a rifrazione una serie di tecniche utilizzate nel ramo della geofisica che consente di interpretare la stratigrafia del sottosuolo, basate sul principio fisico del fenomeno della rifrazione totale di un'onda sismica che incide su una discontinuità individuata fra due corpi rocciosi aventi proprietà meccaniche diverse (orizzonte rifrattorio).
L'unica condizione per eseguire studi di sismica a rifrazione è che la successione rocciosa da investigare sia caratterizzata da velocità sismiche crescenti all'aumentare della profondità: in questo caso si possono valutare fino a 4 o 5 orizzonti rifrattori differenti.
Il metodo di sismica a rifrazione si basa sul principio che quando un'onda sismica (Onda P e/o Onda S) incide su una superficie attraverso la quale c'è un contrasto di velocità, la direzione di viaggio di quell'onda cambia quando entra nel nuovo mezzo.
Sulla superficie si posizionano i geofoni ad una certa distanza dalla sorgente sismica (esplosione). I geofono situati vicino alla sorgente rilevano prima l'onda diretta che arriva viaggiando alla velocità del primo strato, mentre quelli più lontani rilevano prima le onde rifratte che viaggiano a velocità più elevata.
Conoscendo i tempi di primo arrivo e la distanza geofono-sorgente, tramite l'analisi delle dromocrone si può determinare la velocità dei vari strati, e da qui produrre una stratigrafia sismica ed infine risalire alle formazioni che compongono la serie investigata nel sottosuolo.